# Волович, Мартиан Доминик
Мартиан Доминик Волович (пол. Marcjan Dominik Wołłowicz, ум. 5 августа 1712) — государственный деятель Великого княжества Литовского. Хорунжий мстиславский (1692—1701), писарь великий литовский (1701—1703), маршалок великий литовский (1704—1712), маршалок Трибунала Литовского в 1704 году.

## Биография
Происходил из знатного шляхетского рода Воловичей, сын Доминика Воловича и Евы Бальбины Савицкой.
Избирался послом на сеймы в 1690 и 1693 годах (дважды) от Мстиславского воеводства, в 1695 году от Полоцкого воеводства, в 1696 и 1697 годах (дважды) от Мстиславского воеводства, 1701—1702 и 1703 годах от Виленского повета. Участвовал в двух элекционных сеймах в 1674 и 1697 годах.
Хорунжий мстиславский Мартиан Доминик Волович был одним из лидеров группировки «республиканцев», находившейся в оппозиции к Сапегам. В конце 1697 — начале 1698 годов — один из организаторов посполитого рушения (шляхетского ополчения) на востоке Великого княжества Литовкого, которое опустошило имения Сапег.
В 1698 году Мартиан Доминик Волович был избран депутатом Трибунала Литовского от Мстиславского воеводства и комиссаром для переговоров с литовским войском о выплате жалованья. 3 марта 1698 года подписал Шкудский трактат с войском Григорием Антонием Огинским. 3 октября 1698 года занял Могилевскую экономию и захватил городской замок в самом Могилеве. В конце 1698 года участвовал в переговорах с Сапегами под Пузовичами, которые закончились подписанием перемирия 20 декабря 1698 года.
В 1700 году хорунжий мстиславский Мартиан Доминик Волович, командуя мстиславской шляхтой, участвовал в битвах против Сапег под Ошмянами и Олькениками. Участвовал в подписании Олькеникского постановления 1700 года, где был назначен комиссаром при генеральном полковнике Михаиле Сервации Вишневецком от Мстиславского воеводства. В 1701—1703 годах занимал должность писаря великого литовского.
Один из инициаторов вступления Великого княжества Литовского в Северную войну (1700—1721) на стороне России в 1702 году. В 1703 году на виленском съезде шляхты был избран членом посольства к королю Августу Сильному.
В 1703 году на Люблинском сейме получил привилей на должность великого подскарбия литовского, отобранную у Бенедикта Павла Сапеги, но уступил её Людвику Констанцию Поцею после вмешательства Григорий Огинского, который убедил Поцея отказаться в свою пользу от должности польного гетмана литовского.
4 февраля 1704 года Мартиан Доминик Волович получил должность великого маршалка литовского, которой был лишен Александр Павел Сапега, противник польского короля Августа Сильного.
Мартиан Волович подписал Яворовский трактат между Великим княжеством Литовским и Россией в 1703 году. Принял участие в Сандомирской конфедерации в 1704 году. После перехода Кароля Станислава Радзивилла на сторону Станислава Лещинского получил 25 августа 1706 года от Августа Сильного во владение кричевское староство, которое занял при помощи русских войск.
В 1707 году на вальном сейме во Львове великий маршалок литовский Мартиан Доминик Волович был избран членом польской делегации, которая вела переговоры с русским царем Петром Великим в Жолкве.
В том же 1707 году на Люблинском вальном сейме был избран директором провинциальной рады ВКЛ. С 3 по 19 декабря 1707 года был директором новогрудского шляхетского съезда, где литовская шляхта принесла присягу на верность союзу с Россией.
В конце 1708 — начале 1709 года Мартиан Доминик Волович находился в составе войска под командованием великого гетмана литовского Григория Антония Огинского, который действовал на Волыни против сторонников Станислава Лещинского. После прибытия на помощь Огинскому русского корпуса Николая Инфлянта ездил к великому коронному гетману Адаму Николаю Сенявскому, предлагая ему объединить силы для совместной борьбы против сторонников Станислава Лещинского.
В 1710 году Мартиан Доминик Волович участвовал в Варшавском вальном сейме. В 1710-1711 года возглавлял польское посольство в России, где добивался вывода русских войск и других уступок, чтобы вызвало обострение отношений между Россией и Османской империей.